# Estátua-menir

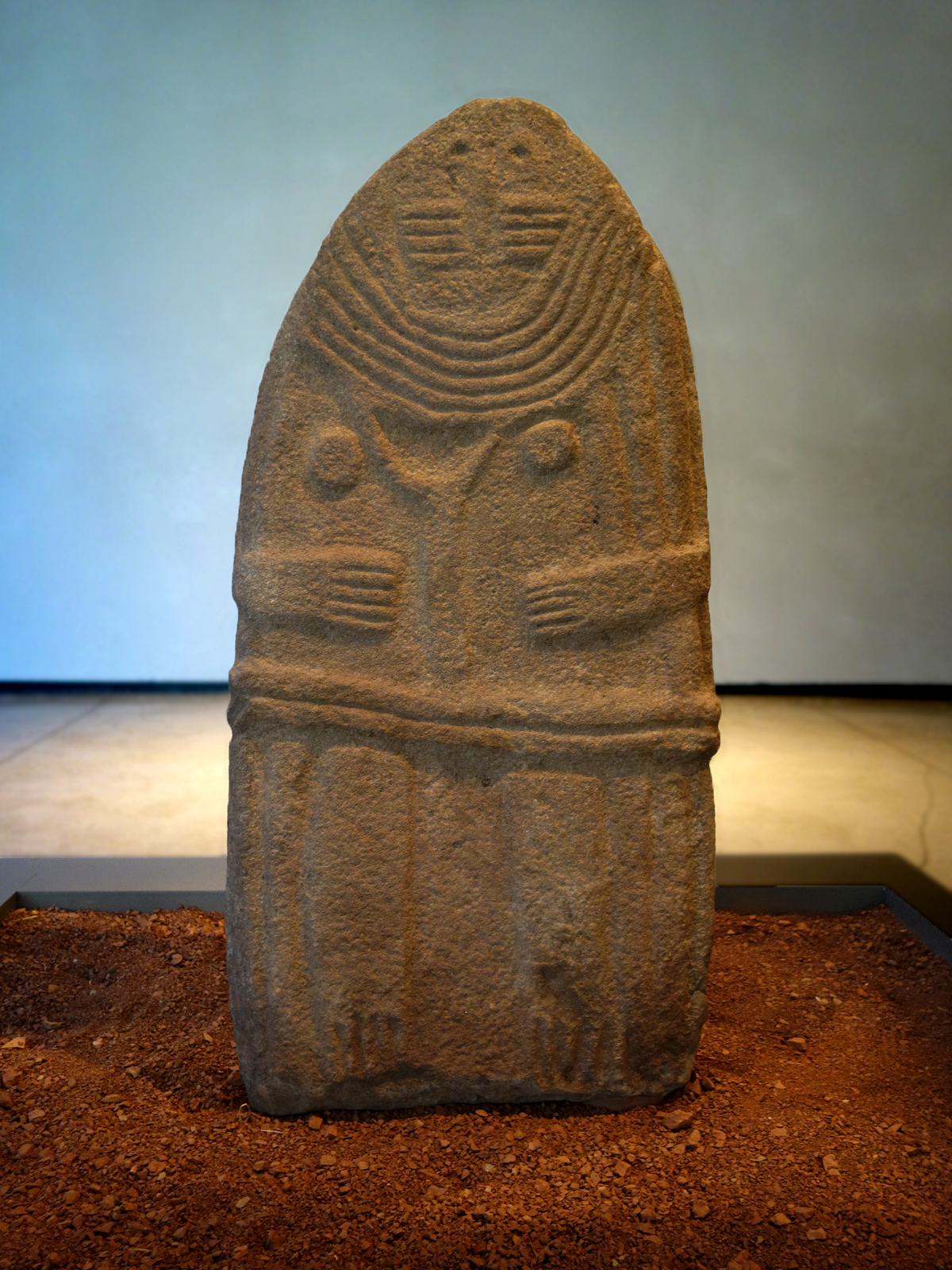
“A Senhora de Saint-Sernin" (França).

Uma estátua-menir é um menir, de meio metro até 5 metros, esculpido de forma antropomórfica. Na Europa, o período de ereção deste tipo de megálito vai desde o Neolítico final até ao fim da Idade do Bronze.

## Definições
O termo "estátua-menir" às vezes substituído por “estela antropomórfica"  foi proposto pela primeira vez pelo Abade francês, Hermet, em 1898. Seu argumento é baseado em cinco observações :
- as obras sendo arredondadas e esculpidas em cada lado, não são estelas, mas estátuas;
- a sua forma significa que se destinam a ser fincadas no solo como menires;
- são obras pré-históricas;
- o estilo semelhante entre as estátuas não é uma coincidência, mas um desejo deliberado de reproduzir um monumento específico;
- a rocha na qual a estátua foi esculpida não foi retirada do sítio onde a estátua foi erguida ;

O nome, foi oficialmente adotado no congresso internacional de antropologia e arqueologia pré-histórica em Paris em 1900.
O termo é portanto uma convenção para designar uma estátua de pedra, destinada a ser colocada no solo, cuja datação é implicitamente pelo menos anterior à Idade do Ferro, sendo a terminologia utilizada após este período a de estátua. Este nome é geralmente aceito pela comunidade científica,  embora alguns autores prefiram o de " estela antropomórfica ". Por isso, para evitar alguma confusão foi-se estabelecendo gradualmente por conveniência as seguintes definições para esses megálitos:
- a Estátua-menir é um monumento megalítico, formado por um único bloco esculpido de forma tridimensional em redondo ou em baixo-relevo gravado ou pintado representando esquematicamente um ser humano ou um deus humanizado[5].
- Ao contrario uma estela antropomórfica apresenta uma face plana ou intencionalmente alisada com figuras que lhe confere uma conotação antropomórfica.[6]
- A estela-menir é maior que a precedente, podendo apresentar o perfil fálico dum menir.[7]

## Iconografia
Costuma-se distinguir motivos anatómicos (rosto, seios, braços, mãos, pernas, pés, cabelos) e atributos complementares ( tatuagens ou escarificações, roupas, armas, objetos simbólicos) que são numerosos e variados e muitas vezes esquemáticos. As associações de traços antropomórficos e atributos característicos (arma) levam à identificação do sexo dos personagens. Porque nunca há representações explícitas de sexo - exceto num raro caso em França.

## Distribuição geográfica

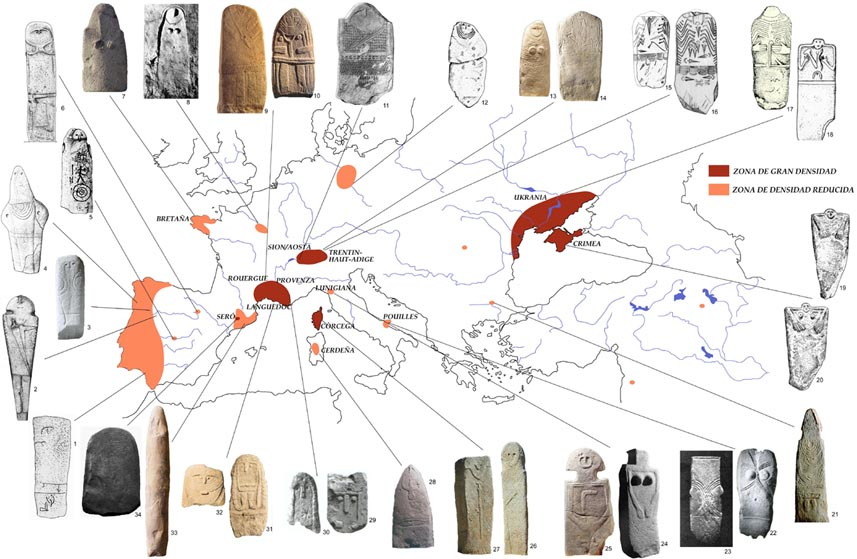
Mapa com a distribuição geográfica das estátuas-menires na Europa

As estátuas-menires são encontradas em grupos em regiões extremamente localizadas, por toda a Europa principalmente na França, na Itália ( Vale de Aosta, Trentino-Alto Ádige, Lunigiana, Apúlia, Sardenha), na Ucrânia (costa do Mar Negro e da Crimeia) e, com densidades mais baixas, no oeste da Península Ibérica (Cantábria, Estremadura), na Alemanha (Saxónia-Anhalt), na Suíça (Valais, Neuchâtel), e alguns exemplares isolados na Grécia, Bulgária e Roménia.

### França
Existem quatro áreas principais de distribuição geográfica : Rouergue, Haut-Languedoc, Provença, Córsega, mais algumas estelas antropomórficas na Bretanha.

#### Galeria de estátuas-menires na França

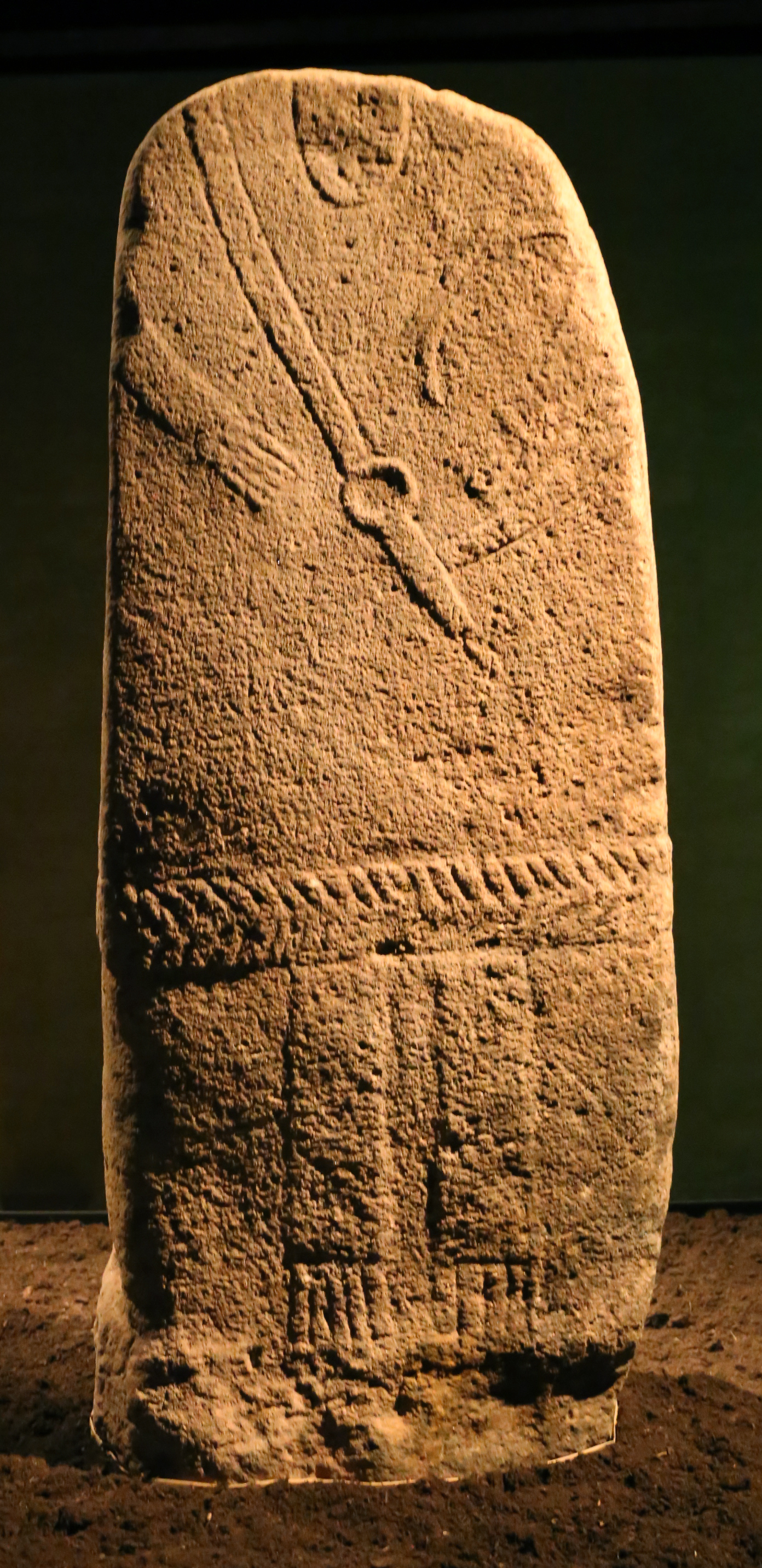
Estátua-menir dos Maurels (grupo rouergat).
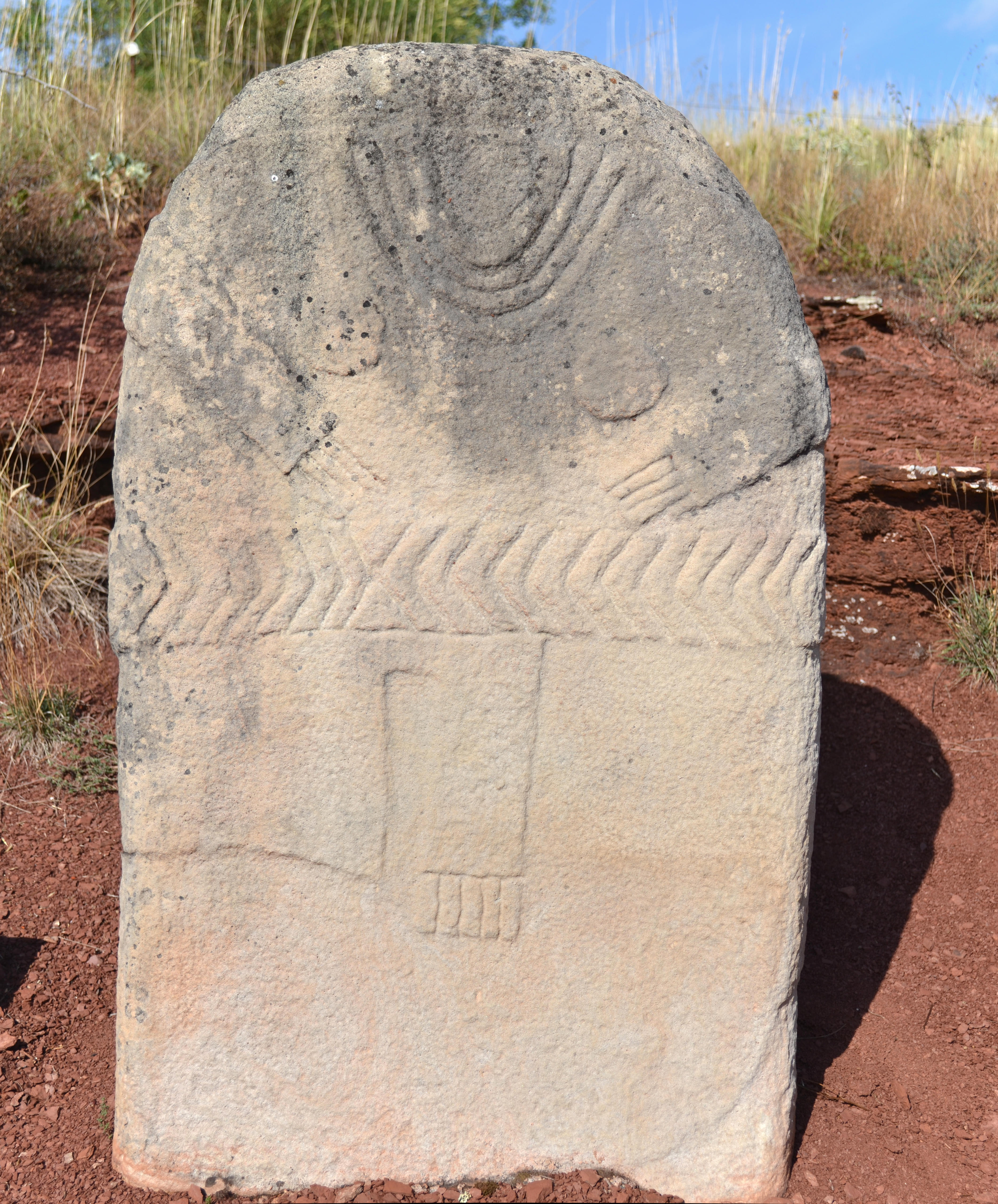
Etátua-menir do Mas d'Azaïs (grupo rouergat).
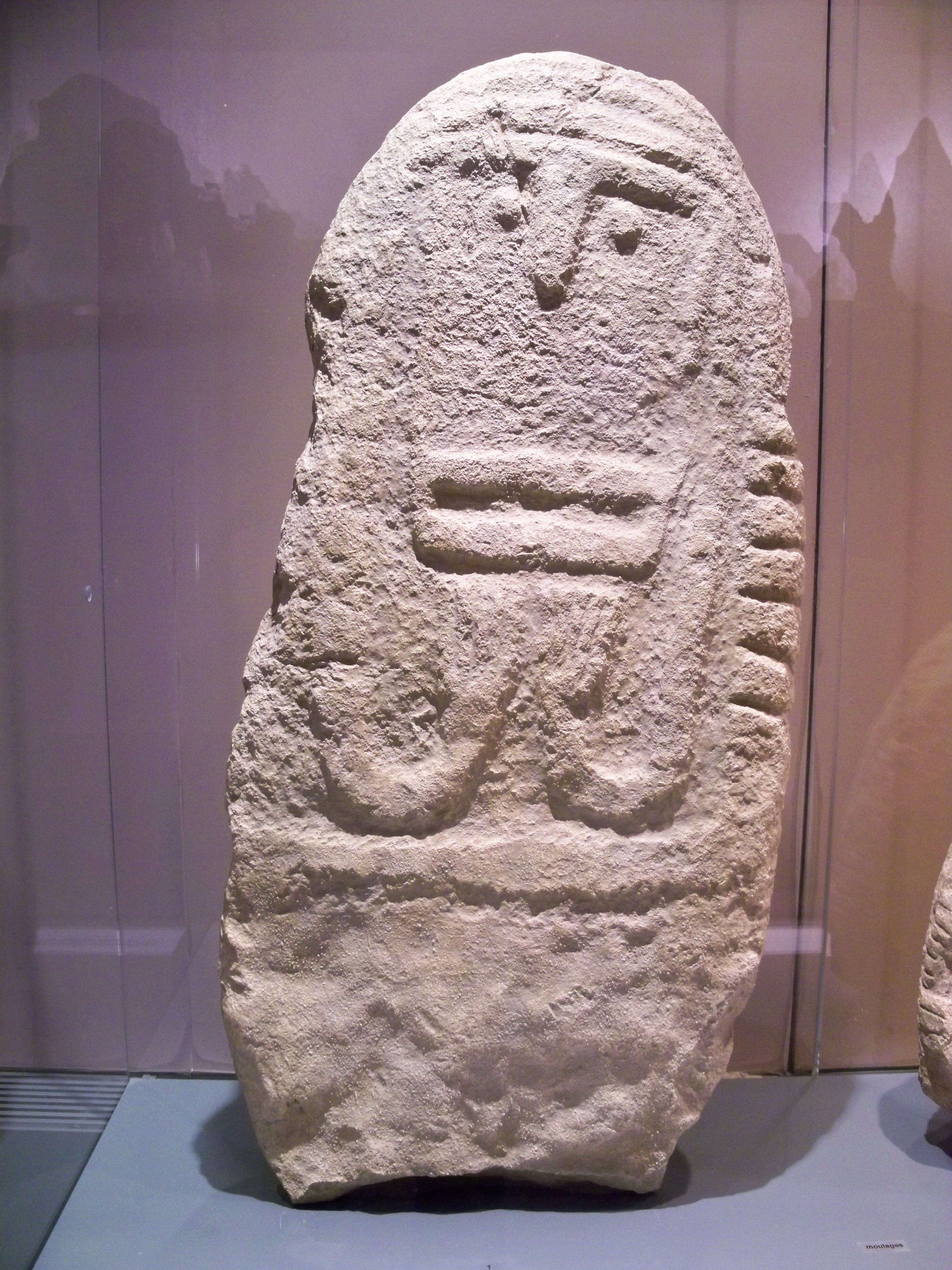
Estátua-menir de Quinson (grupo provençal).
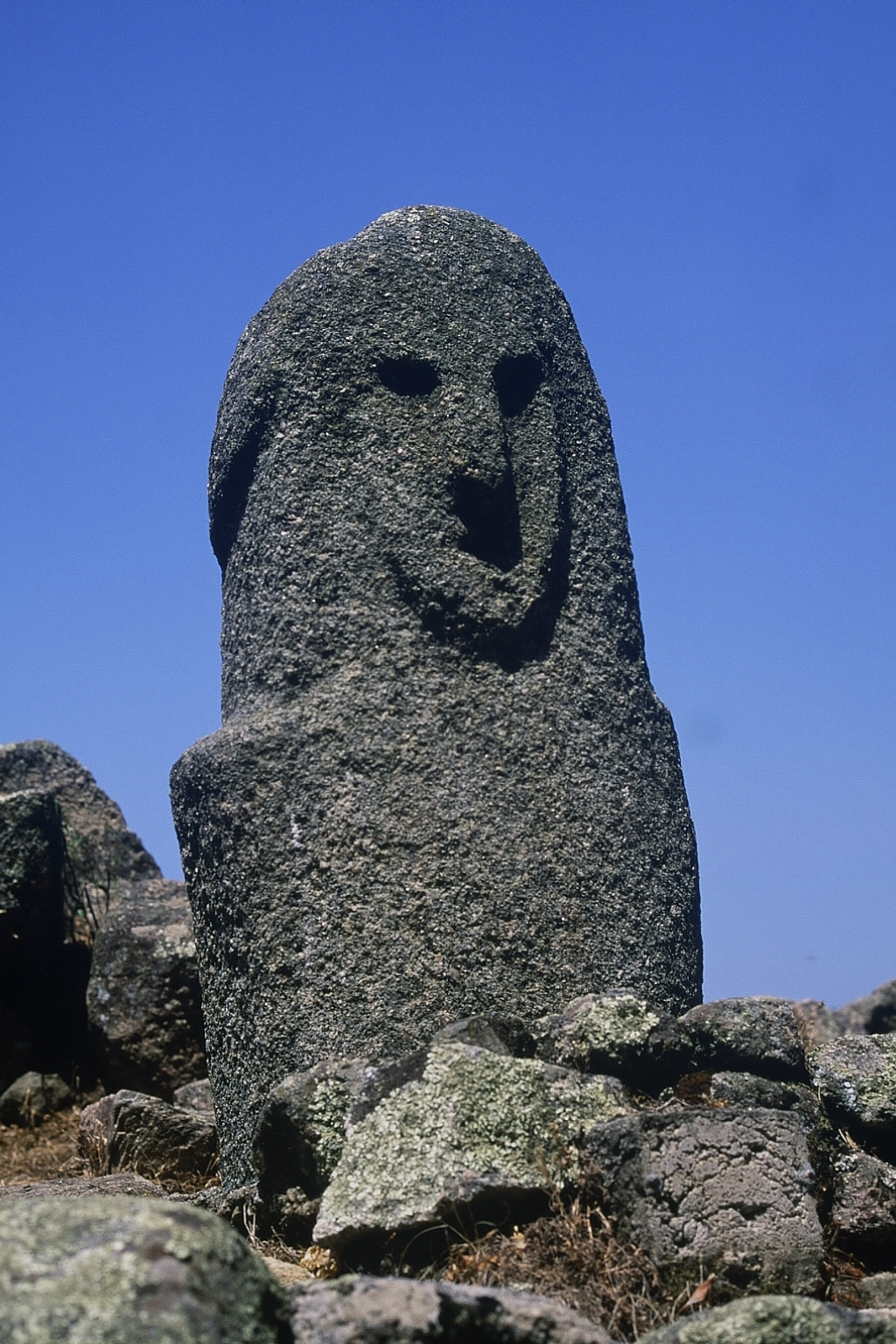
Estátua-menir de Filitosa IX (grupo córsega).
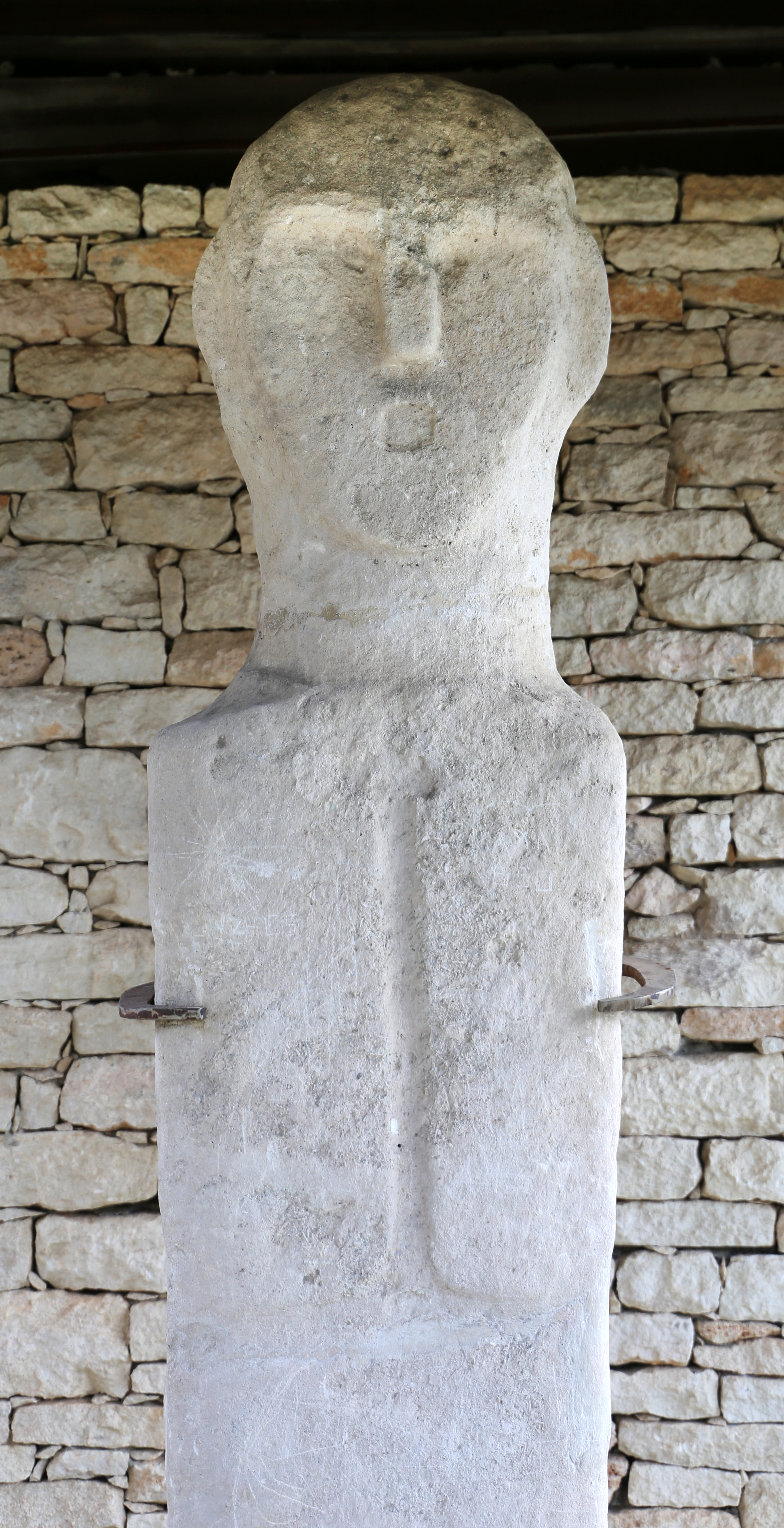
Estátua-menir d'U Nativu (grupo córsega).

### Itália
Na Itália, as estátuas-menires concentram-se na zona alpina (Vale de Aosta, Trentino-Alto Ádige), onde apresentam uma afinidade iconográfica (punhais) muito forte com as estelas de Valcamonica, e na região de Lunigiana, também há na Sardenha e na região da Apúlia.

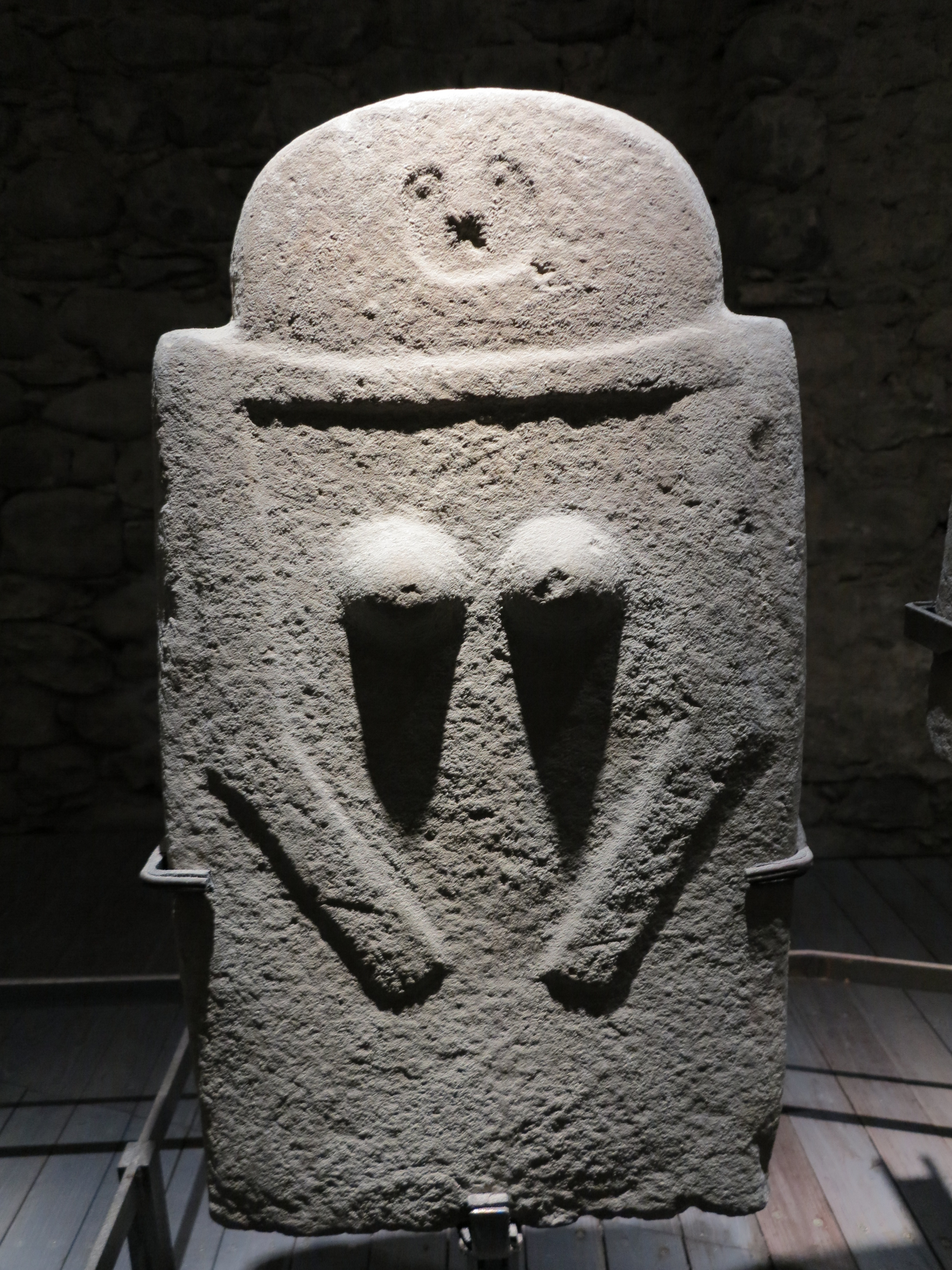
Estátua féminina de tipo A (Lunigiana).
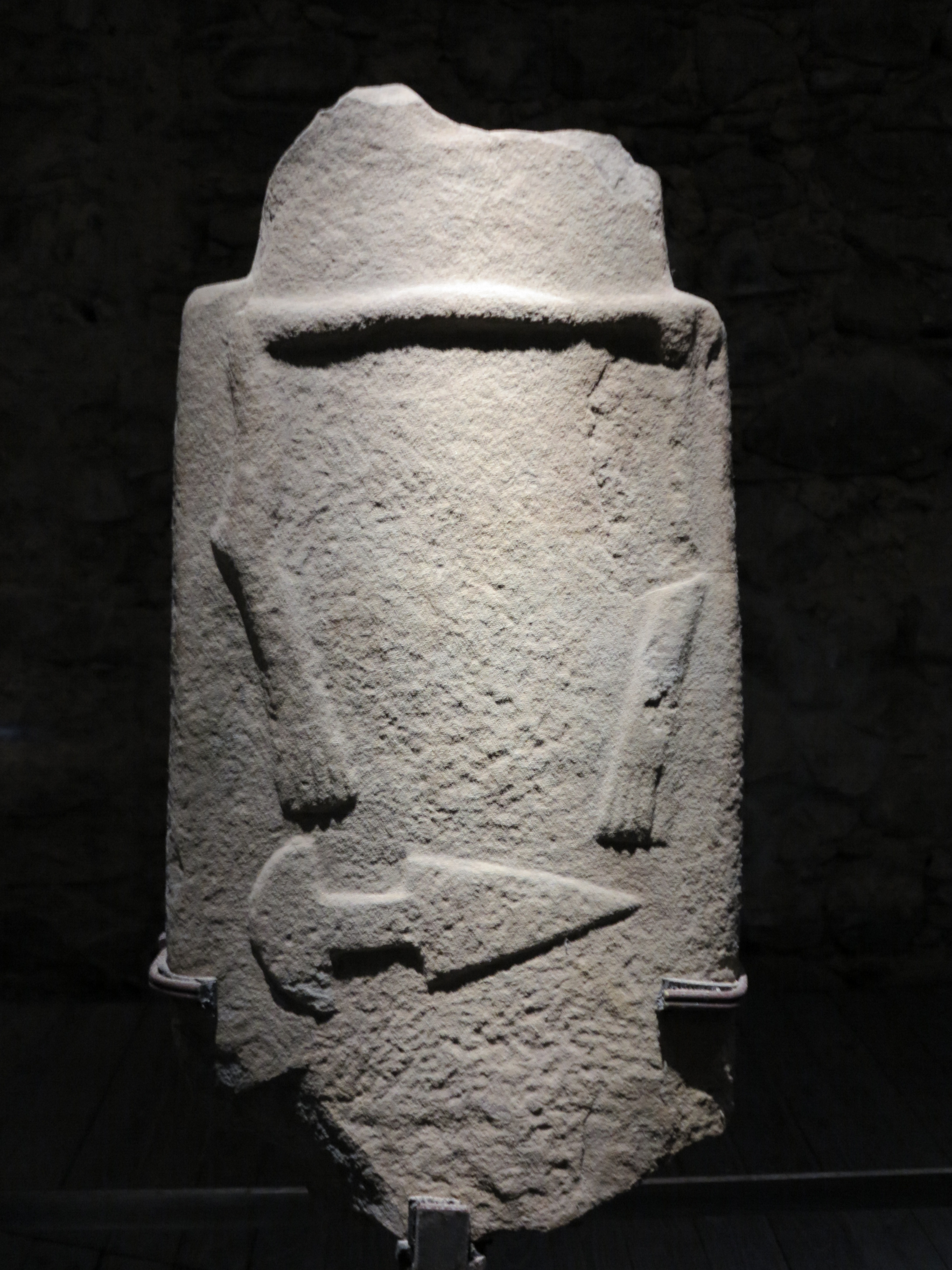
Estátua masculina de tipo A (Lunigiana).
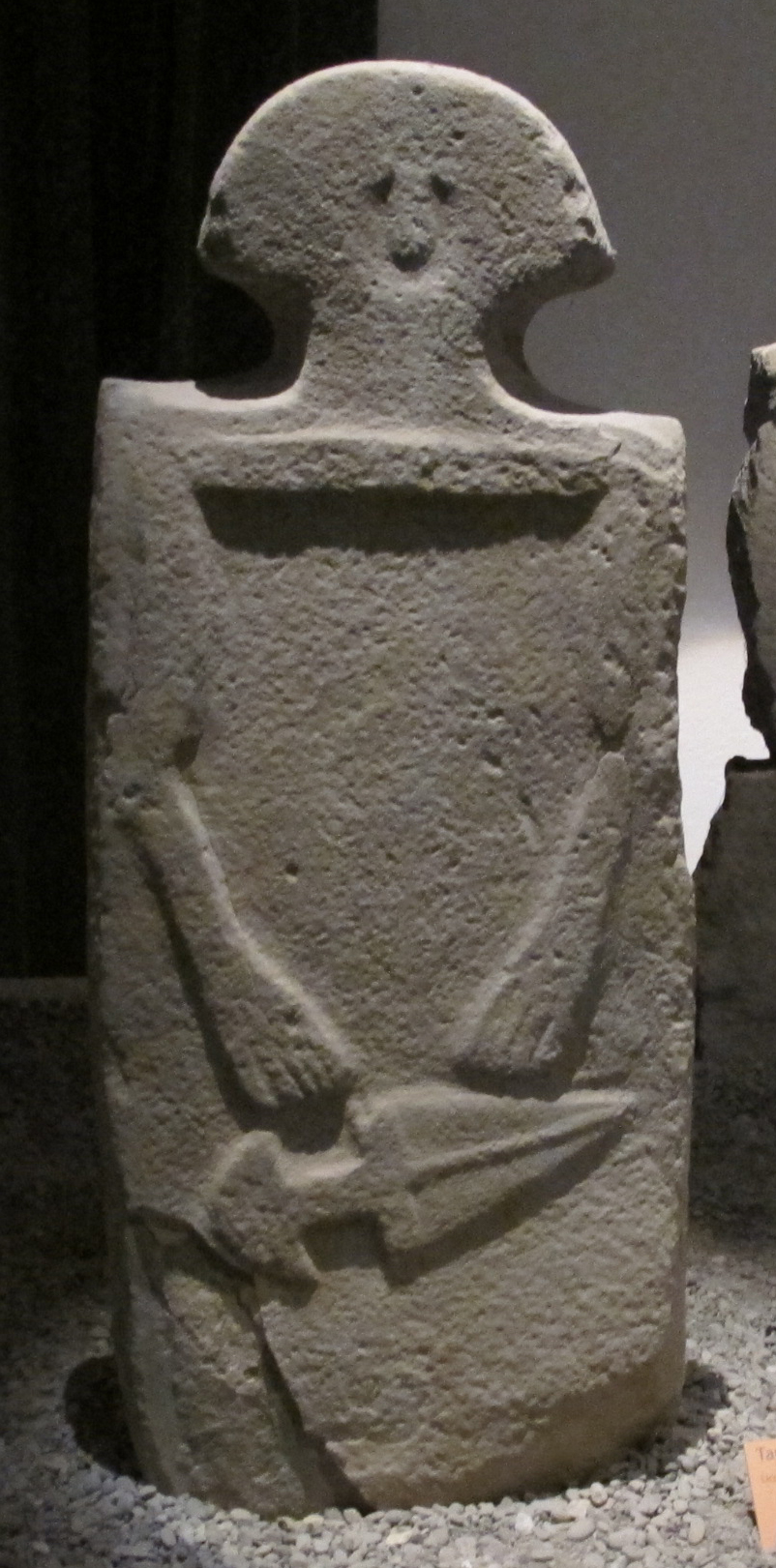
Estátua masculina de tipo B (Lunigiana).
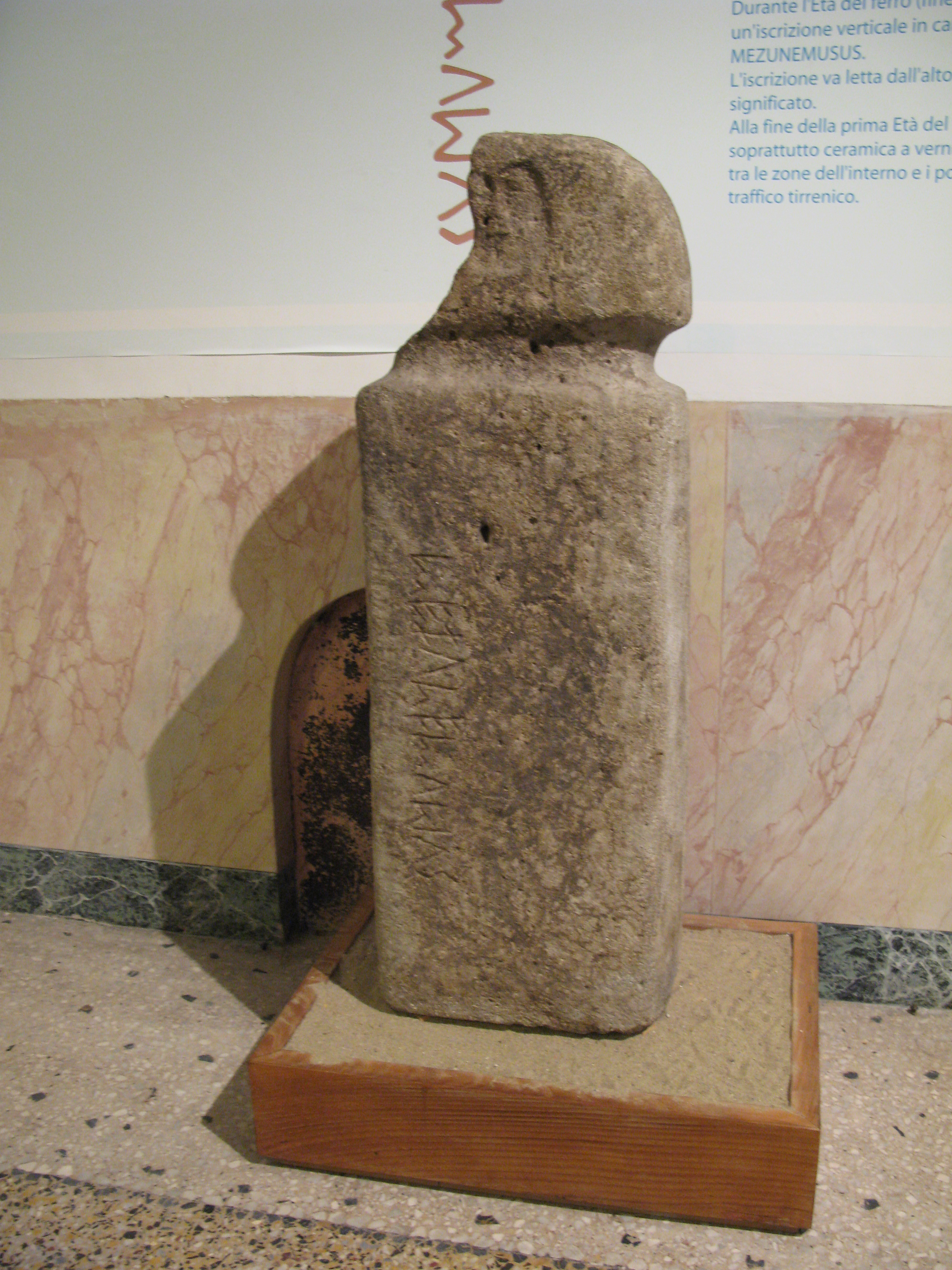
Estátua-menir de Zignago (Liguria).
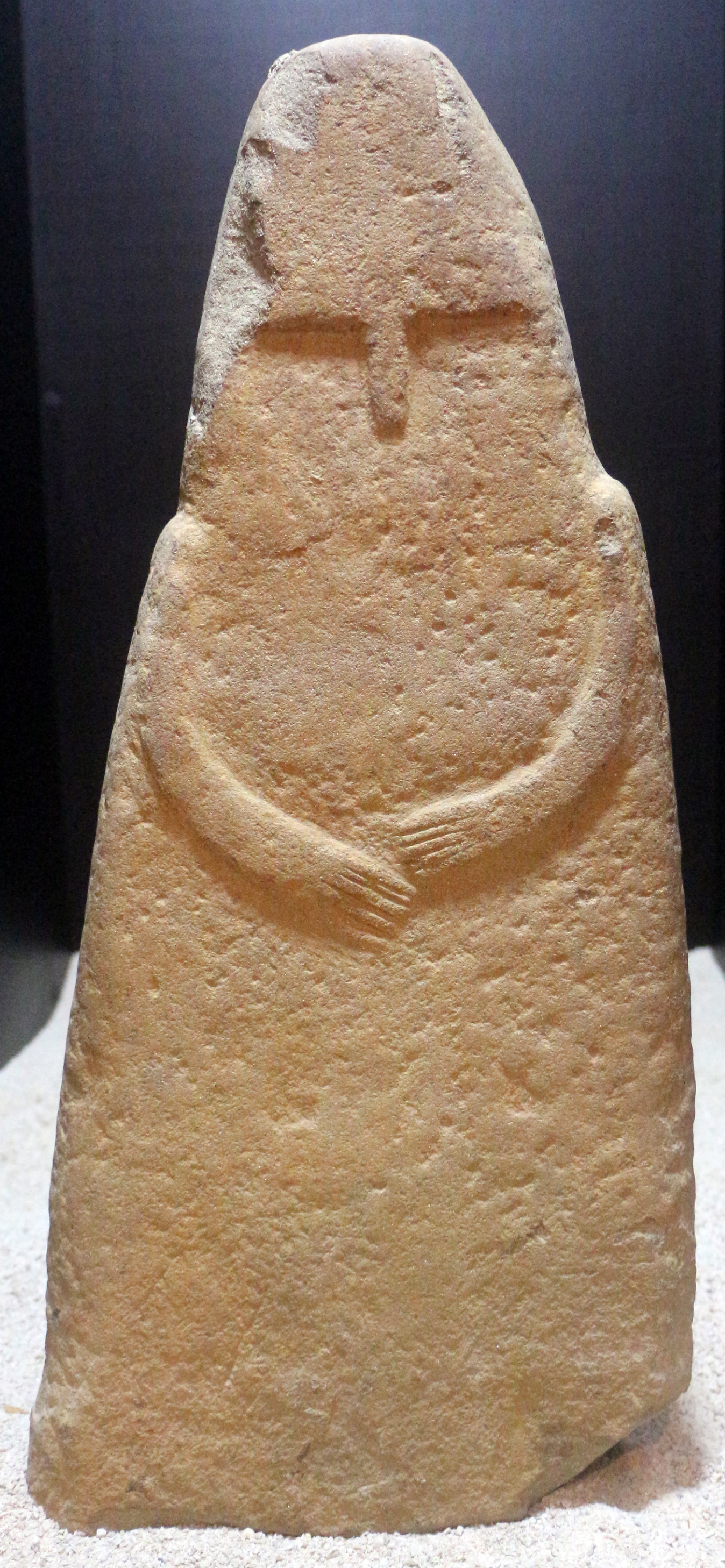
Estátua de Vado all'Arancio (Liguria).

### Península Ibérica
Para a Península Ibérica tivemos uma evolução continua da abstração megalítica ao figurativo da Idade do ferro com:
- estelas e menires decorados durante o megalitismo.
- mamoas com estela ou esteios pintadas (Antelas, Pedralta, Juncais, Santa Cruz, Dombate) ou gravadas  (À Roza das Modias, Oiros, Castaneira, etc.), com motivos idênticos em zig zag, serpentes, losangos…  incluindo estelas antropomórficas como num pilar da Anta de Soto.
- estátuas-menires  e estelas antropomórficas com várias sub-categorias como por exemplo as estelas de guerreiros.

O aparecimento das estátuas-menires na parte ocidental da Península Ibérica não ocorre, portanto, ex nihilo, mas num contexto artístico com mais de um milénio do qual herdou certos temas iconográficos. Portanto, aqui, uma explicação difusionista é muito improvável.
Existe uma grande variedade de estilo, mas há dois movimentos mais importantes:
- As estelas das Astúrias e da Cantábria (Peña Tu, Tabuyo del Monte León, Sejos), de formas retangulares com topo arredondado, extremamente abstratas: padrões geométricos traçados em faixas talvez motivos no tecido das roupas. As personagens costumam estar armados com adagas e mais raramente com alabardas (Peña Tù, Sejos).
- As estelas da Estremadura com um grupo muito homogéneo com o rosto inscrito num ovale ou num quadrilátero com em volta linhas representando cabelos e colares, braços estilizados com uma simples linha prolongada com os dedos, com outros motivos antropomórficos (boca, seios) e alguns atributos (cinto).[12]

As estátuas-menires do norte de Portugal caracterizam-se por um forte polimorfismo: pequenas estelas de figuras cavadas e bloco em T nariz-sobrancelhas em relevo (Moncorvo, Santa Luzia (Freixo de Espada à Cinta)), verdadeiras grandes estátuas com elementos antropomórficos (Chaves (armada com um punhal e uma espada), Ermida (Ponte da Barca, Bouça (Mirandela)) ou esquemáticos (Serra da Boulhosa, Viana do Castelo, Estátua-menir de São Bartolomeu do Mar). Mais recentes os monumentos do Algarve e Alentejo (espada de bronze, machado, símbolo em forma de ancora), talvez para distinguir dignidades, durante a Idade do Bronze.
Durante o Bronze final e Idade do Ferro, primeiro na Estremadura e Andaluzia ocidental, mas com uma larga zona de difusão até ao Sul da Galiza,  apareceram as Estelas de Guerreiros monumentos vagamente antropomórficos com gravuras de espada, lança, escudo, com depois vários outros objetos militares, arco, elmo, ou pessoais, talvez uma lira, fíbula, espelho, e com carros de duas ou quatro rodas sem que se saiba se é um carro de combate o funerário. No entanto, esses elementos  mostram a existência duma poderosa aristocracia. Talvez a difusão de modelos mediterrânicos contribui para a uma mais forte hierarquização da sociedade e um acréscimo da desigualdade nas populações rurais do Ocidente.
Enfim várias estátuas de menir foram descobertas na Catalunha   (incluindo a maior estátua-menir da Europa, ainda no local, de Pla de les Pruneres em Mollet com 4,9 m) .

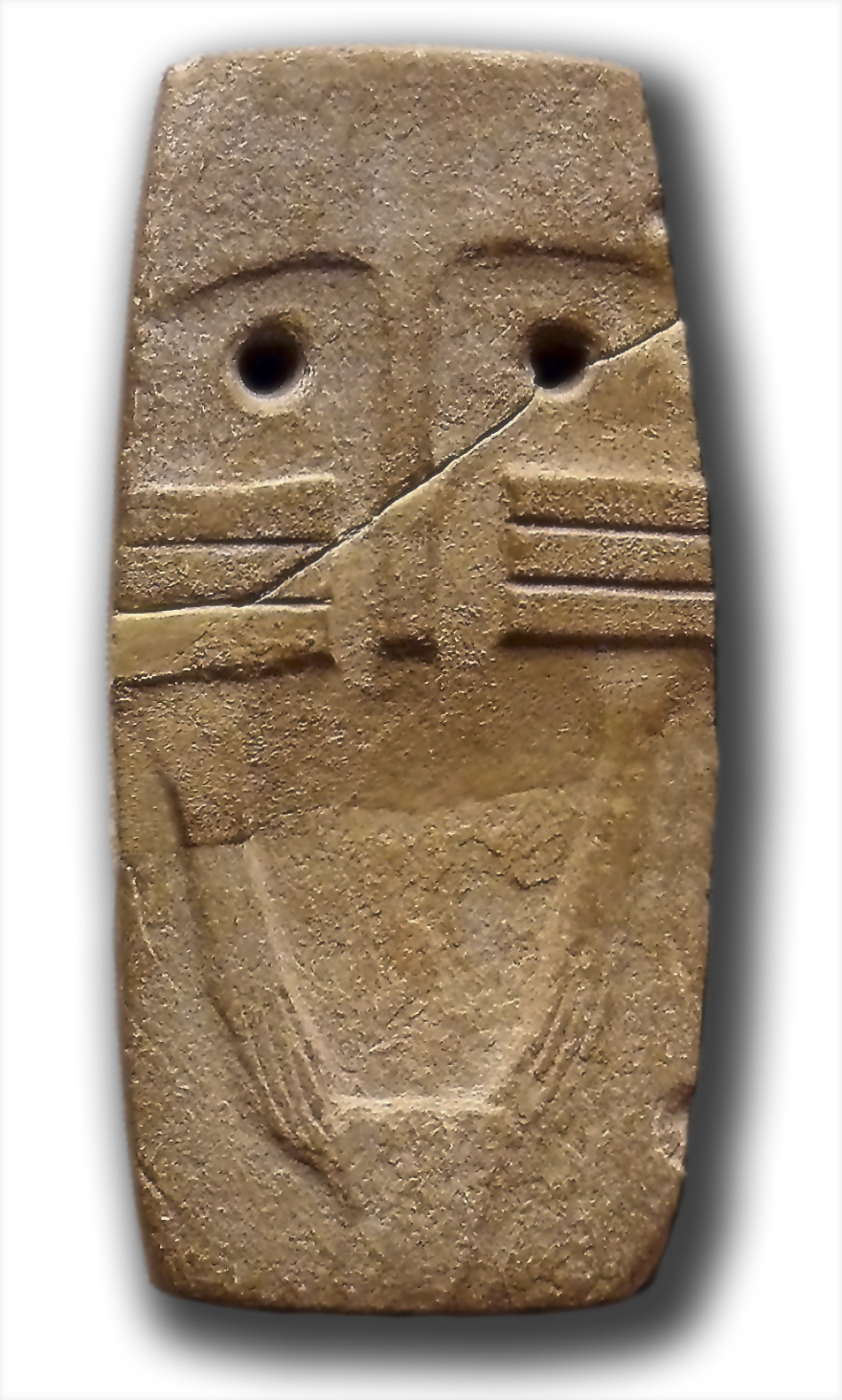
Estela da Estremadura, de Garrovillas de Alconétar, Cáceres.
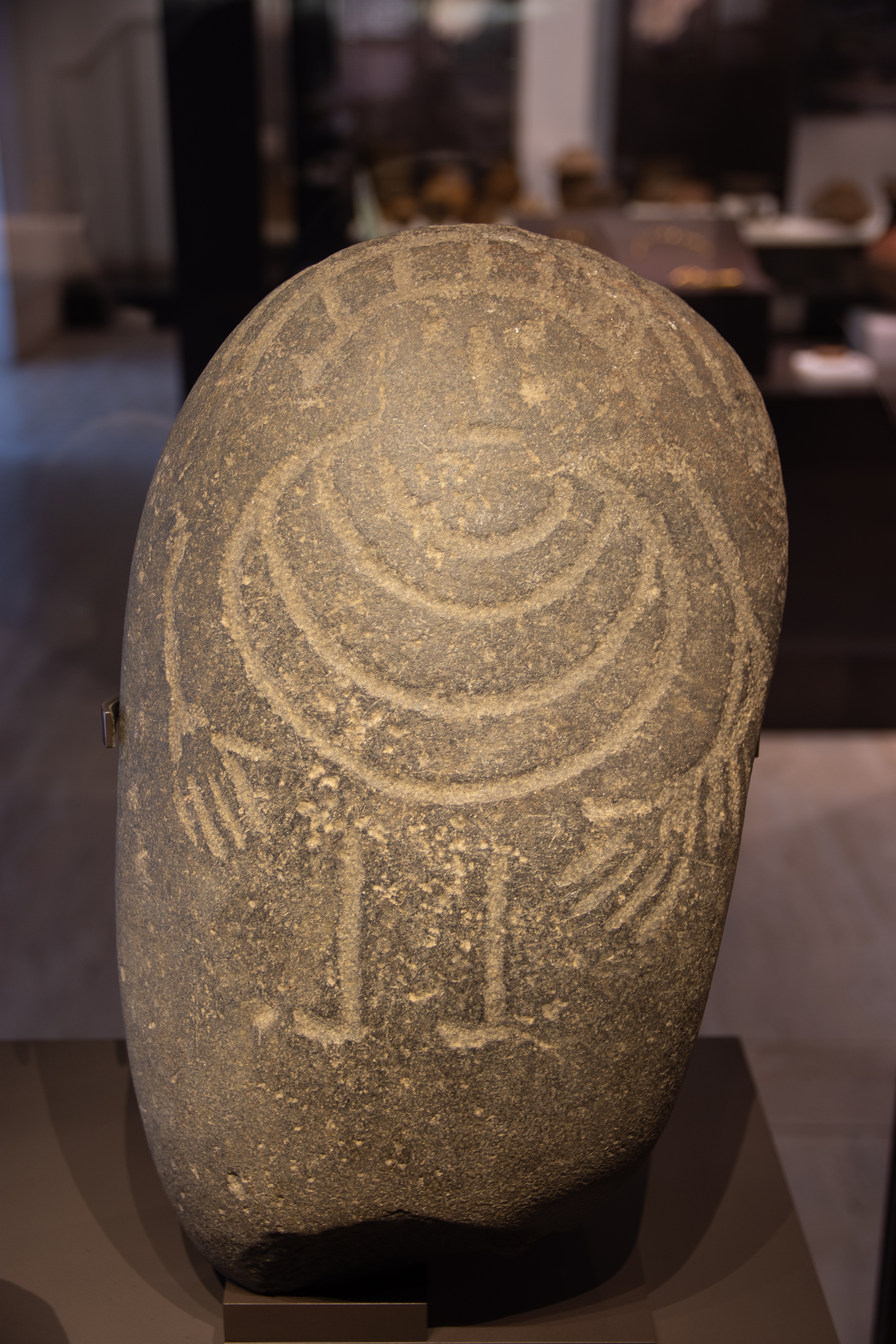
Estela de Ciudad Rodrigo do Bronze Antigo/Medio.
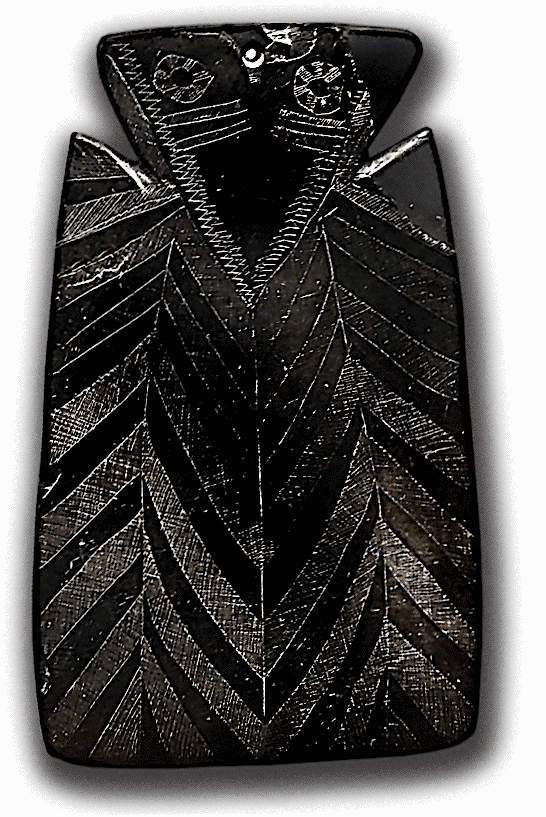
Estela gravada de Granja de Céspedes.
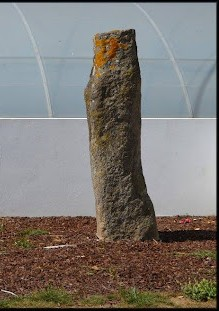
Estátua-menir de São Bartolomeu do Mar, Esposende.
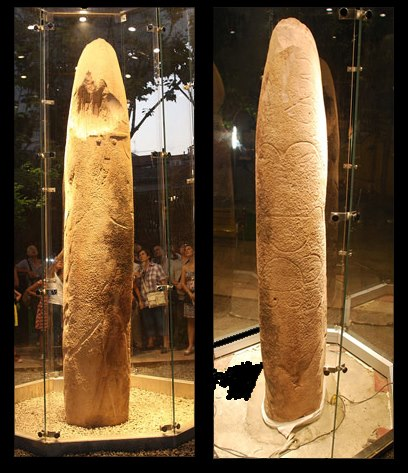
Estátua-menir de Pla de les Pruneres, Catalunha.

### Ucrânia e Crimeia

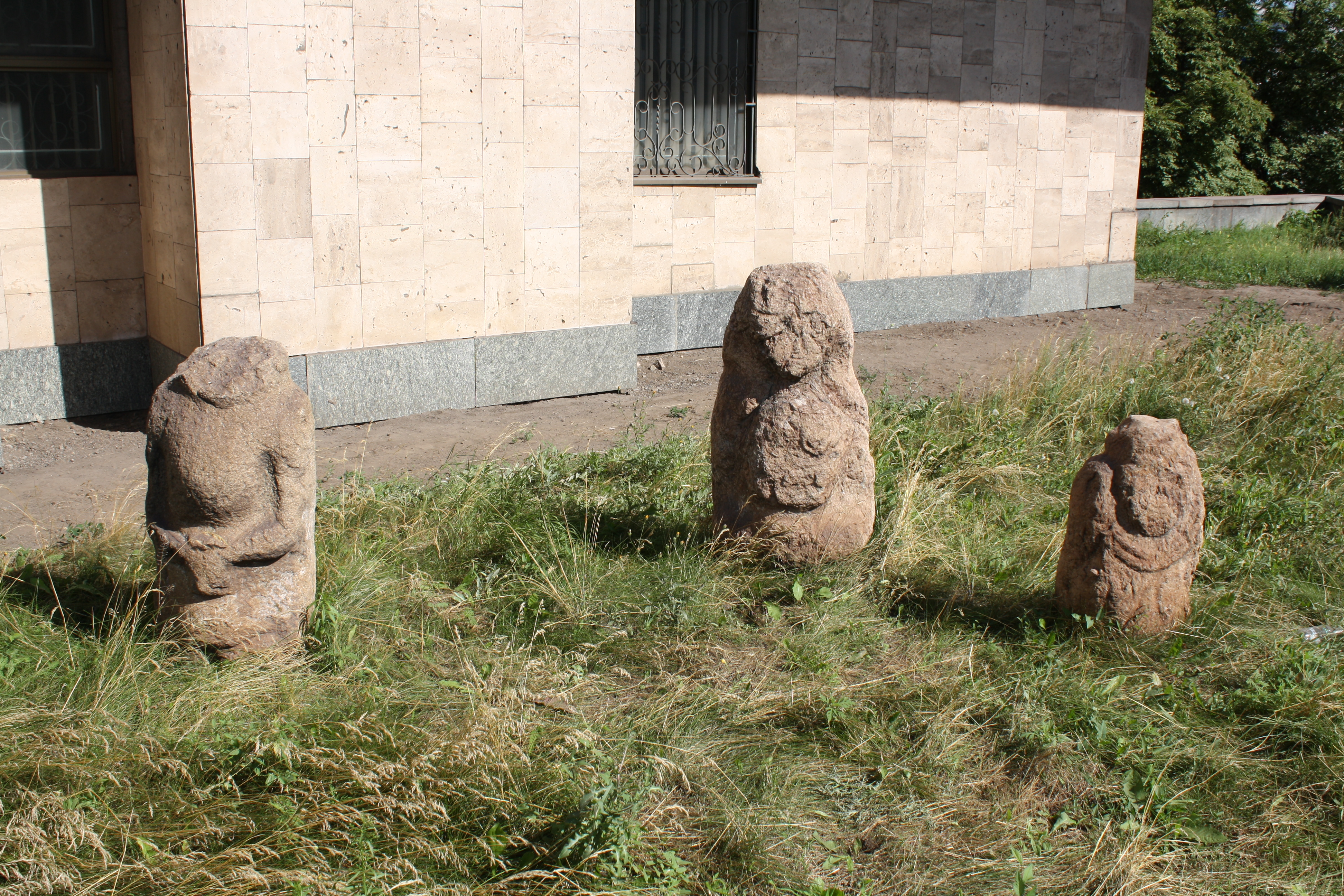
Estelas Curgã de Dneprodzerzhinsk, Ucrânia

A Ucrânia e a Crimeia concentram um grupo de cerca de trezentas estelas e estátuas-menires descobertas entre os cursos inferiores do Don e do Danúbio, por vezes descritas como " grupo pôntico ". As primeiras estelas antropomórficas datam do IV milénio a.C. e estão associados à cultura Yamna, particularmente à cultura Kemi Oba. A sua construção abrange um período muito longo, desde finais do IV milênio a.C. até a época dos povos citas . Às vezes, elas são classificados sob o nome de estelas Curgã quando foram descobertas erguidas em túmulos de tipo Curgã, mas não podemos excluir que tenham sido reutilizadas nessas mamoas ou esculpidas posteriormente.

### Em outros lugares da Europa
Na ilha de Guernesey, duas estátuas-menires femininas são conhecidas. Apresentam uma grande unidade iconográfica com as poucas figuras antropomórficas descobertas na Bretanha.

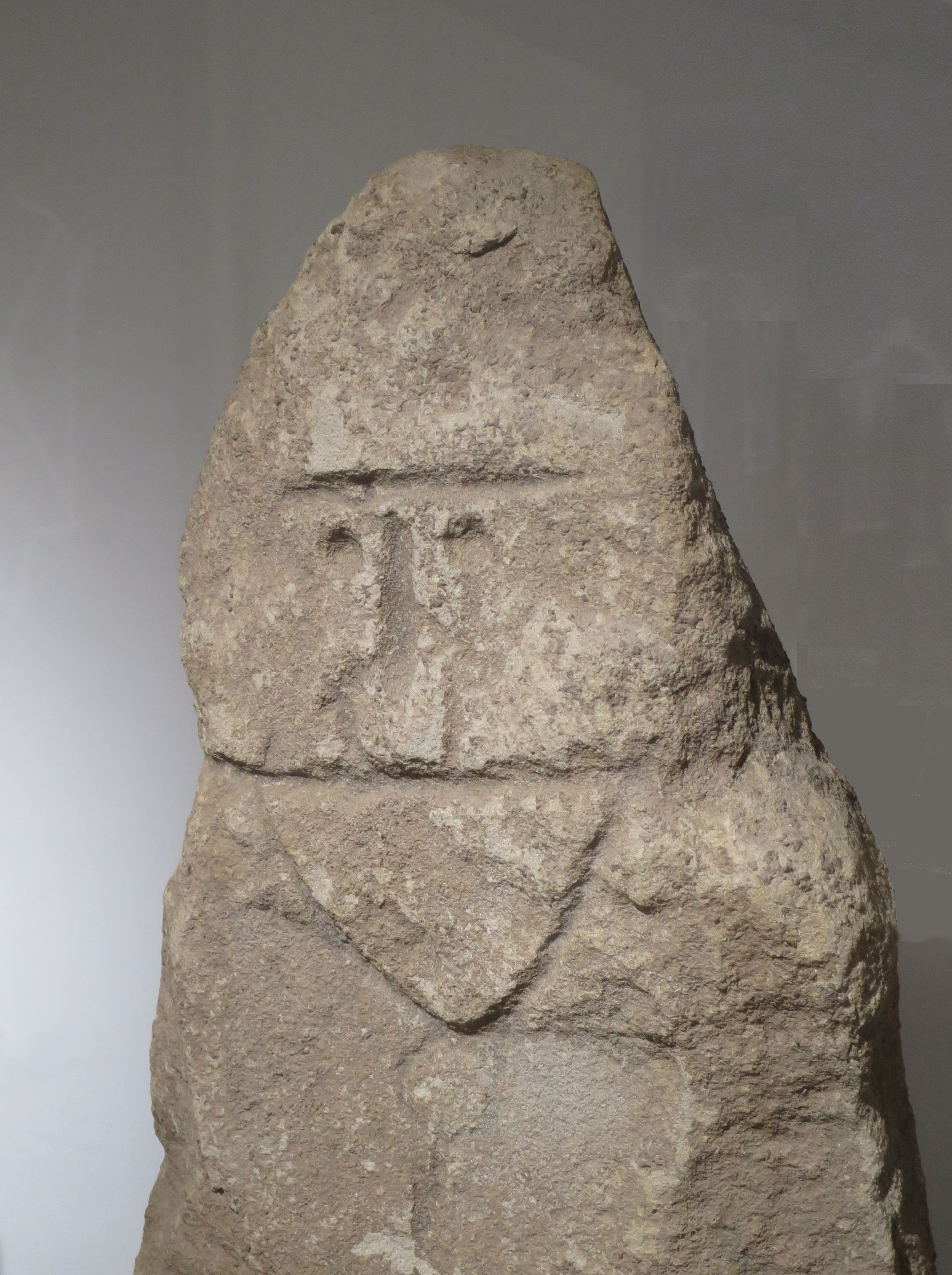
Estátua-menir com bloco em “ T » nariz-sobrancelhas, em Rotemburgo, Alemanha

Na Alemanha, alguns exemplos estão localizados na Saxônia-Anhalt. Estas representações são constituídas por lajes com aproximadamente um metro  de altura integradas em contextos funerários, em câmaras sepulcrais. Ou são personagens femininas, cujos rostos são apenas evocados pela representação de olhos e narizes, usando colares e pingentes, ou provavelmente personagens masculinas equipadas com um arnês e um machado. Embora estas estátuas tenham sido descobertas num contexto de reutilização, parece que podem estar ligadas ao final do Neolítico.
Na Suíça, as estelas do sítio Petit-Chasseur constituem um grupo muito homogêneo comum com as estátuas menires descobertas no sítio megalítico de Saint-Martin-de-Corléans (em Aosta ) na Itália, conhecido como " Grupo Aosta-Sion ". Quanto às duas estátuas menires de Bevaix, de estilo muito diferente, foram erguidas no Neolítico Médio e redecoradas no Neolítico Final.
Na região dos Balcãs não existe uma concentração geográfica propriamente dita: Souphli Magoula em Larissa (Grécia), estátua de Kalitche (Bulgária), menir de Baia-Hamangia (Romênia). 

## Origem do fenômeno
A variedade estilística dos principais grupos europeus sugere duas visões contraditórias: a primeira considera que a origem do fenómeno provém de uma única área geocultural (Crimeia, Baixo Danúbio) como centro de difusão mais ou menos rápida para a Europa Ocidental; a segunda, sublinhando a diversidade de estilos, considera que houve uma pluralidade de origens sem negar contactos transculturais e explica o aparecimento de estátuas-menires como evolução dos menires do megalitismo atlântico-mediterrânico.

### Tese da origem pôntica
A tese da origem "Estepe pôntica" das estátuas-menires foi apoiada por numerosos autores após a difusão da Hipótese Curgã. Os principais argumentos apresentados são a relação estilística (bloco em “ T » nariz-sobrancelhas, carregando um punhal), a contemporaneidade global das séries encontradas nas estepes e as do Mediterrâneo ocidental, a concomitância deste movimento com a suposta data de difusão das línguas indo-europeias. Lembrando que esta tese é muitas vezes considerada desatualizada. Este período corresponde a um momento de desenvolvimento significativo da metalurgia do cobre e da produção de grandes lâminas de sílex, da adaga de cobre ou sílex e do machado chato. No mobiliário funerário da Itália ou da Espanha, esses objetos aparecem associados a pontas de flechas de sílex. Essas inovações testemunham o surgimento de uma nova ideologia baseada numa forte valorização do indivíduo e do guerreiro muito próxima daquela que tradicionalmente associamos ao estabelecimento, 8 ou 10 séculos depois, da Cultura do Vaso Campaniforme. A Cultura maikop seria o berço destas inovações que teriam sido transmitidas por populações da estepe pôntica.

### Tese da origem regional
Outros autores, insistem nas diferenças de estilo e atributos que distinguem cada grupo considerado  verdadeiro padrões ou características específicas de certas áreas (por exemplo, o grupo Pôntico, o grupo Midi (região), o tridente da Sardenha…).  Se é possível estabelecer ligações estilísticas entre estátuas pertencentes a grupos regionais muito distantes geograficamente, o estudo detalhado destes grupos mostra que são altamente individualizados. Demais, as estelas antropomórficas e a iconografia megalítica ocorrem durante  um longo período de tempo. Além disso, existem diferenças cronológicas significativas entre os grupos que contradizem uma única origem: o grupo Rouerge ignora a metalurgia do cobre e surge a partir da segunda metade do IV milénio a.C., enquanto os grupos italianos de Trentino ou Lunigiana são caracterizados por punhais do tipo Remedello e aparecem na primeira metade do III milênio a.C.   O fosso cultural muito significativo entre uma Europa Oriental na fase da Idade do Bronze e uma Europa Ocidental ainda remanescente na fase Calcolítica não parece, aliás, compatível com um processo de difusão sem impacto nas culturas materiais. Da mesma forma, na Europa Ocidental o fenómeno não se limita ao Neolítico final, aparece em períodos mais recentes (estátuas menires do grupo Córsega). Consequentemente, não podemos afirmar atualmente que na Europa Ocidental a arte antropomórfica representada por estátuas-menires, estelas esculpidas e gravadas, tenha realmente uma origem única, embora sólidos argumentos arqueológicos confirmem a existência de relações e troca entre essas diversas regiões.